# Donn
Donn is de Keltische god van de doden. Donn wordt geassocieerd met schipbreuken en zeestormen.